# Csida József
Csida József (Tsida József) (? – 1808?) katolikus pap.

## Élete
Katolikus plébános volt a győri egyházmegyében, 1790–1803-ig Szentgyörgyön, azután Lajtapordányban; 1808-ban már nem fordul elő neve a Schematismusokban, valószínűleg ekkor halt meg.

## Munkái
Szent István magyarok első dicsőséges királyának dicsérete, melyet Bécsben a nemes magyar nemzet nemzeti inneplése alkalmatosságával élő nyelven mondott… kis-asszony havának 26. napján 1792. Bécs, 1792.